# Trachurus lathami
Trachurus lathami es una especie de peces de la familia Carangidae en el orden de los Perciformes.

## Morfología
• Los machos pueden llegar alcanzar los 40 cm de longitud total.

## Distribución geográfica
Se encuentra desde el Canadá hasta  Maine (Estados Unidos) y desde el norte del Golfo de México hasta el norte de la Argentina. Parece que es escaso en las Indias Occidentales.